# 안도라 요리

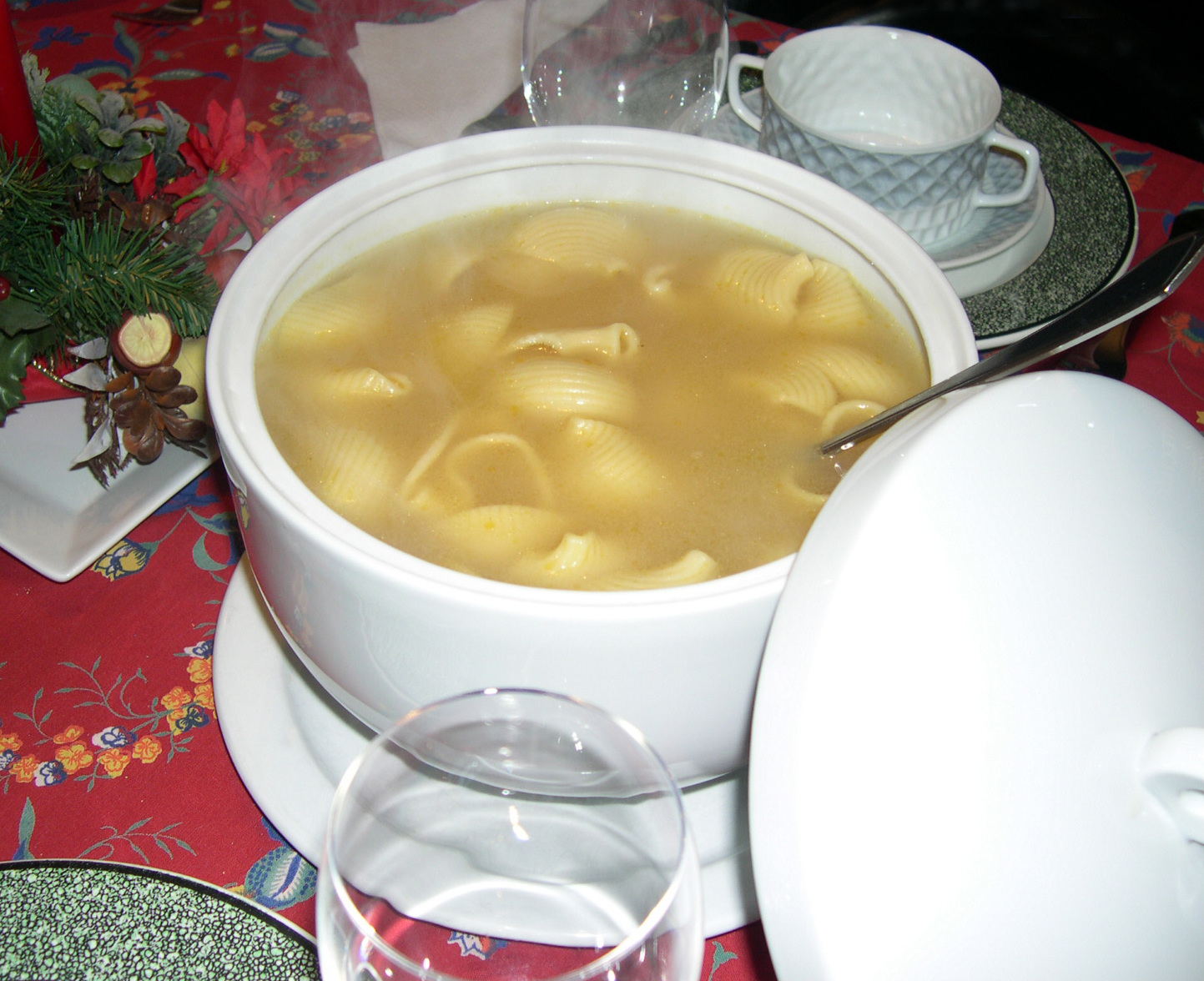
에스쿠델랴

안도라 요리(Andorra 料理 ,카탈루냐어: cuina andorrana 쿠이나 안도라나)는 서유럽에 있는 안도라의 요리이다.

## 같이 보기
- 유럽 요리
- 카탈루냐 요리
- 지중해 요리